# Jimi Plays Monterey
Jimi Plays Monterey è un album live postumo di Jimi Hendrix pubblicato nel febbraio 1986.

## Il disco
L'album documenta l'esibizione in concerto dei The Jimi Hendrix Experience al Monterey Pop Festival il 18 giugno 1967. Oltre a parecchie canzoni tratte dal loro album di debutto Are You Experienced, Monterey include anche cover di Killing Floor (Howlin' Wolf), Like a Rolling Stone (Bob Dylan), Rock Me Baby (B. B. King) e Wild Thing (Chip Taylor). La versione dal vivo di Wild Thing presente sull'album è considerata una delle più memorabili nella storia del Rock, quando, in preda all'estasi artistica, Hendrix dà fuoco alla chitarra e poi la distrugge sul palco al termine della canzone.

## Il film
Jimi Plays Monterey è anche il titolo di un breve film documentario, uscito nei cinema nel 1986, diretto da D. A. Pennebaker che riprende lo stesso concerto inciso sull'omonimo album. È notevole come documento storico poiché contiene diverse interviste a rock star dell'epoca, e una performance artistica di Denny Dent durante l'esecuzione di Can You See Me.

## Tracce
Tutti i brani sono opera di Jimi Hendrix, eccetto dove indicato.
1. Killing Floor (Chester Arthur Burnett) - 3:37
2. Foxy Lady - 3:34
3. Like a Rolling Stone (Bob Dylan) - 6:50
4. Rock Me Baby (Joe Josea, B. B. King) - 3:29
5. Hey Joe (Billy Roberts) - 4:03
6. Can You See Me - 2:43
7. The Wind Cries Mary - 3:46
8. Purple Haze - 5:06
9. Wild Thing (Chip Taylor) - 6:59